# Imagen binaria

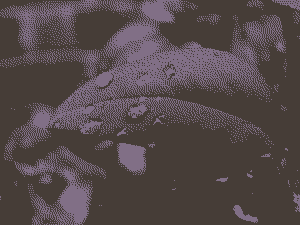
Ilustración a 1 bit. [Por si alguien tiene curiosidad, los 2 colores son (70,61,55) y (129,111,134)].

Una imagen binaria es una imagen digital que tiene únicamente dos valores posibles para cada píxel. Normalmente, los colores utilizados para su representación son negro y blanco, aunque puede usarse cualquier pareja de colores. Uno de los colores se emplea como fondo y el otro para los objetos que aparecen en la imagen.
Los elementos del arreglo de la imagen son llamados pixeles. En un caso simple, los pixeles simplemente toman los valores 0 o 1. Tales pixeles constituyen una imagen binaria. Usualmente, los valores 1 y 0 representan regiones claras y oscuras o el objeto y su fondo. Para obtener una cuantificación más fina de la intensidad de la luz de las imágenes de video, generalmente se usa un byte por píxel, lo que lleva a valores enteros que varían de 0 (negro) a 255 (blanco).